# Трегубов Іван Сергійович
Іван Сергійович Трегубов (рос. Иван Сергеевич Трегубов; нар. 19 січня 1930, Лівадка, Дубьонський район, Мордовська АРСР, СРСР — пом. 1 вересня 1992, Москва, Росія) — радянський хокеїст, захисник. Олімпійський чемпіон.

## Клубна кар'єра
Виступав за ОБО Хабаровськ (1950–1952), ЦСКА (1952–1962), СКА Куйбишев (1962–1964) та «Хімік» Воскресенськ (1964–1965). У складі столичного армійського клуба шість разів здобував золоті нагороди у чемпіонатах СРСР. Другий призер 1952–1954, 1957; третій — 1962. Володів потужним кидком. Пара захисників Іван Трегубов — Микола Сологубов вважається найсильнішою у світовому хокеї другої половини 50-х років. Всього у елітному дивізіоні чемпіонату СРСР провів 283 матчі (60 голів). У кубку СРСР забив 9 голів. За результатами сезону чотири рази поспіль обирався до символічної збірної (1955–1958).

## Виступи у збірній
У складі національної збірної здобув золоту нагороду на Олімпійських іграх 1956 у Кортіна-д'Ампеццо.
Чемпіон світу 1956; другий призер 1955, 1957–1959; третій — 1961. На чемпіонатах Європи — чотири золоті (1955, 1956, 1958, 1959) та дві срібні нагороди (1957, 1961).
Двічі визнавався найкращим захисником чемпіонату світу (1958, 1961). На Олімпійських іграх та чемпіонатах світу провів 44 матчі (14 закинутих шайб), а всього у складі збірної СРСР — 104 матчі (29 голів).

## Нагороди та досягнення
Нагороджений медаллю «За трудову доблесть». Заслужений майстер спорту СРСР (1956).
| Нагороди                            | Команда                             | Кіл. | Роки                   |
| ----------------------------------- | ----------------------------------- | ---- | ---------------------- |
| Олімпійські ігри                    |                                     |      |                        |
| Золото                              | СРСР                                | 1    | 1956                   |
| Чемпіонат світу                     |                                     |      |                        |
| Золото                              | СРСР                                | 1    | 1956                   |
| Срібло                              | СРСР                                | 4    | 1955, 1957, 1958, 1959 |
| Бронза                              | СРСР                                | 1    | 1961                   |
| Чемпіонат Європи                    |                                     |      |                        |
| Золото                              | СРСР                                | 4    | 1955, 1956, 1958, 1959 |
| Срібло                              | СРСР                                | 2    | 1957, 1961             |
| Чемпіонат СРСР                      |                                     |      |                        |
| Золото                              | ЦСКА (Москва)                       | 6    | 1955, 1956, 1958–1961  |
| Срібло                              | ЦСКА (Москва)                       | 4    | 1952, 1953, 1954, 1957 |
| Бронза                              | ЦСКА (Москва)                       | 1    | 1962                   |
| Кубок СРСР                          |                                     |      |                        |
| Володар                             | ЦСКА (Москва)                       | 4    | 1954, 1955, 1956, 1961 |
| Особисті досягнення                 |                                     |      |                        |
| Найкращий захисник чемпіонату світу | Найкращий захисник чемпіонату світу | 2    | 1958, 1961             |
| Символічна збірна СРСР              | Символічна збірна СРСР              | 4    | 1955, 1956, 1957, 1958 |